# Église Saint-Bertin (Poperinge)
 (janvier 2023).
Si vous disposez d'ouvrages ou d'articles de référence ou si vous connaissez des sites web de qualité traitant du thème abordé ici, merci de compléter l'article en donnant les références utiles à sa vérifiabilité et en les liant à la section « Notes et références ».
L'église Saint-Bertin est la plus ancienne église de Poperinge. Elle est fondée en 1147 dans le style roman, en remplacement d'une chapelle dédiée à Sainte Catherine. Près de l'église se trouve le Vroonhof, l'ancienne résidence du prévôt qui représentait l'abbé de Saint-Bertin de Saint-Omer.

## Histoire
L'église est endommagée deux fois au XVe siècle : en 1419 par un incendie et en 1436 par les Anglais dans leur lutte avec le duc de Bourgogne Philippe le Bon. Il est alors décidé de la reconstruire sous forme d'une église-halle de style gothique.
Le plan prévoyait que l'église soit surmontée d'une haute tour, mais la construction a été interrompue après le troisième étage. Ce n'est qu'au XVIIIe siècle que la tour a été achevée et que les cloches ont été suspendues. 
L'église subira les dégâts de la furie iconoclaste. Les portails sculptés et le mobilier ont été gravement endommagés. 
La chaire, de 1710, provient du couvent dominicain de Bruges. Elle est considérée comme l'une des plus belles de Belgique. La fabrique de l'église a acheté la chaire au début du XIXe siècle à un menuisier brugeois. Pendant la Première Guerre mondiale, elle a été transportée et sauvegardée à Paris. Le jubé est de style Renaissance tardive.

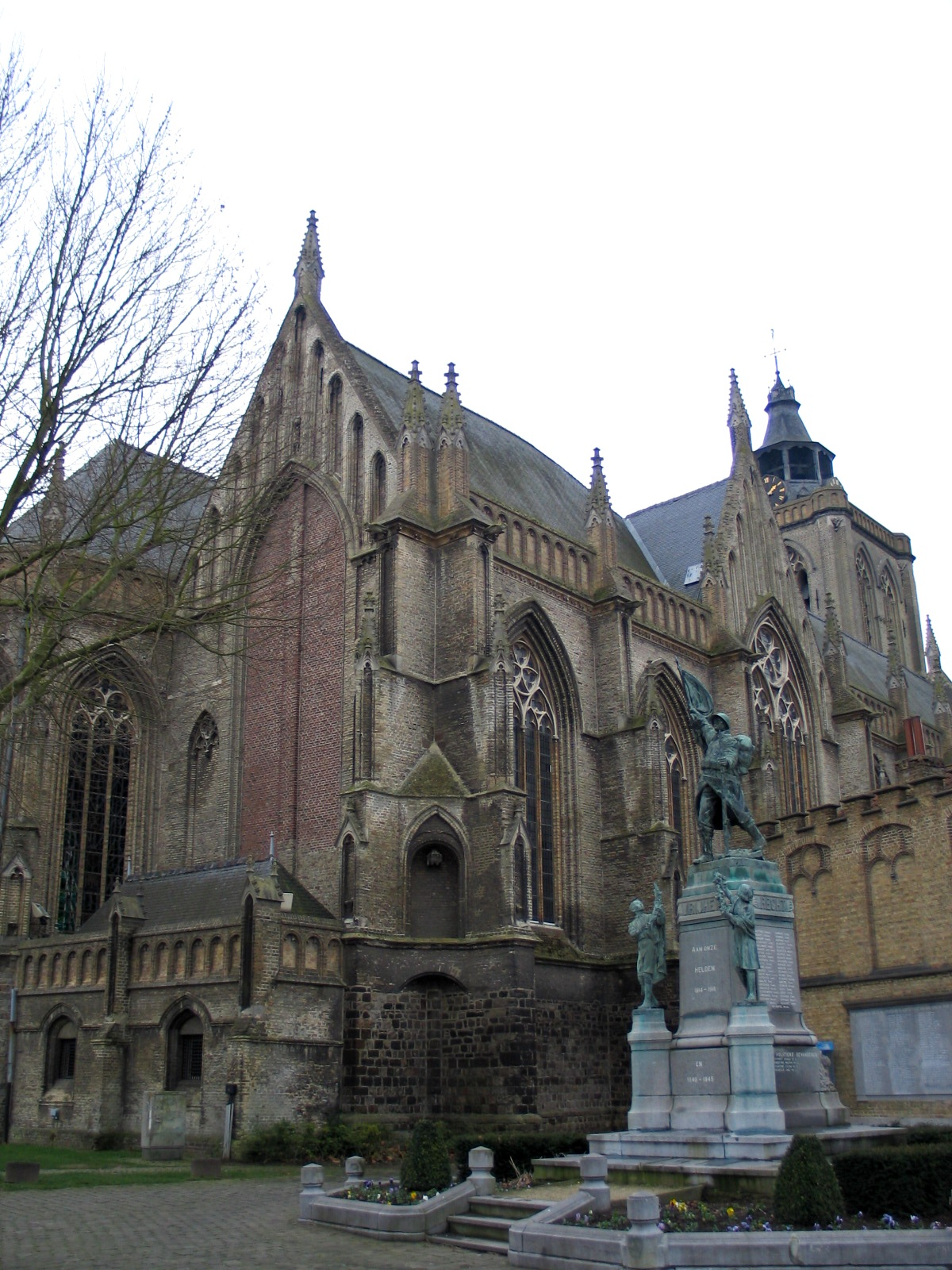
Sint-Bertinuskerk (17 janvier 2005)

L'église a été endommagée pendant la Première et la Seconde Guerre mondiale ; des réparations ont eu lieu en 1970.
En janvier 2023, d'importants chantiers prévoient de restaurer le clocher de l'église. Une opération de retrait des 40 cloches a eu lieu, évacuant des cloches allant de 50 à 500kg pour les plus grosses. 

## Galerie

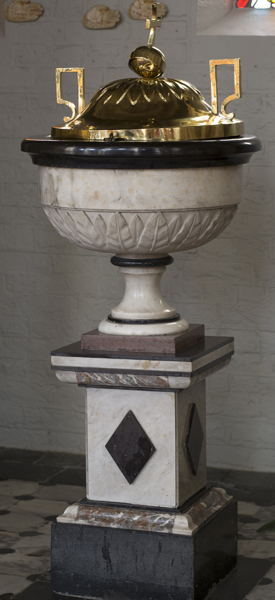
Police de caractère
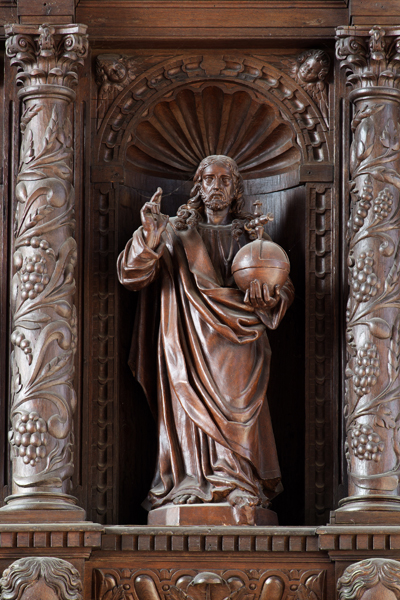
Christ Rédempteur
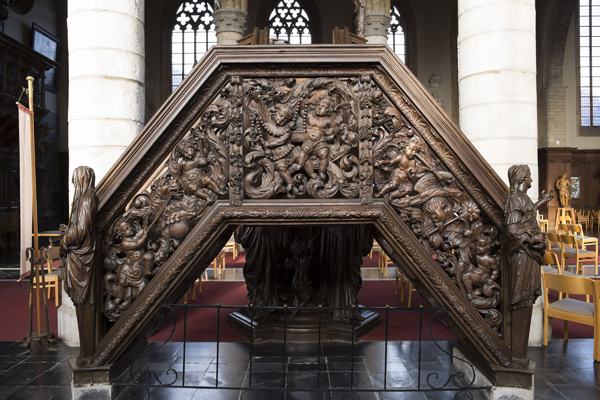
Chaire
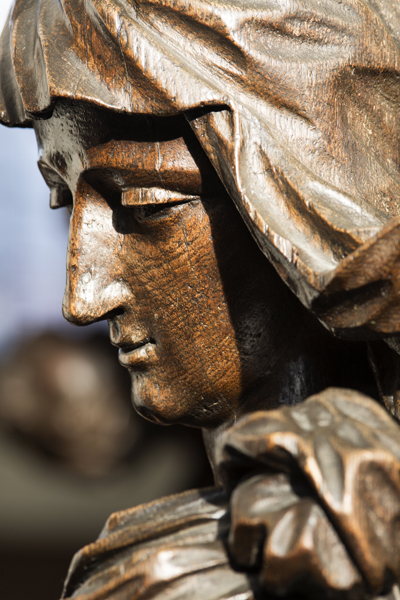
Chaire (détail)